# Симфонія № 16 (Моцарт)

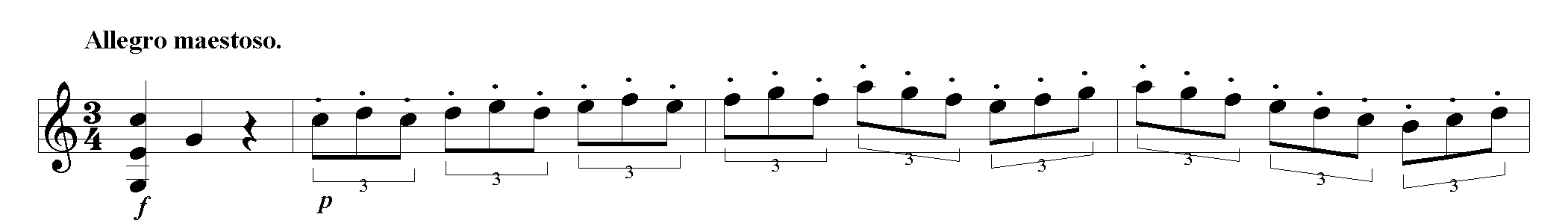
Симфонія № 16 (Моцарт), початок

Симфонія № 16, до мажор, KV 128 Вольфганга Амадея Моцарта була написана в 1772 році.
Структура:
1. Allegro maestoso, 3/4
2. Andante grazioso, 2/4
3. Allegro, 6/8

Склад оркестру:
2 гобої, 2 валторни, струнні.

## Ноти і література
Вікісховище має мультимедійні дані за темою: Симфонія № 16 (Моцарт)
- Ноти [Архівовано 25 березня 2012 у Wayback Machine.] на IMSLP
- Mozart, Wolfgang Amadeus; Giglberger, Veronika (preface), Robinson, J. Branford (transl.) (2005). Die Sinfonien III.. Kassel: Bärenreiter-Verlag. p. X. ISMN M-006-20466-3